# Красилов, Александр Викторович
Александр Викторович Краси́лов (14 [27] сентября 1910, Васильков, Киевская губерния — 7 июня 2003) — советский учёный, автор ряда новых направлений конструирования и изготовления полупроводниковых приборов, создатель первого в СССР действующего макета транзистора (совместно с С. Г. Мадоян). Доктор технических наук, профессор, лауреат Сталинской и Ленинской премий, Заслуженный деятель науки Российской федерации.

## Биография
Родился 1 (14 сентября) 1910 года в Василькове (ныне Киевская область, Украина) в еврейской учительской семье (родители погибли во время немецкой оккупации Киева).
- В 1928—1932 годах учился в КПИ, инженер-электрик по специальности радио.[1]
- В 1932—1941 годах научный сотрудник отраслевой вакуумной лаборатории завода «Светлана» (г. Ленинград) (руководители — С. А. Векшинский и С. А. Зусмановский).
- В 1941—1943 годах в эвакуации в Новосибирске, участвовал в создании радиолампового завода.
- С 1943 — начальник измерительного отдела НИИ-160.
- С апреля 1944 по август 1945 года в командировке в США для закупки оборудования для вакуумной промышленности на фирмах General Electric, Westinghouse Electric, RCA, Hewlett-Packard, Вестон.
- В 1945—1953 начальник технического отдела, начальник измерительного отдела, и. о. заместителя директора по научной части, начальник научного отдела НИИ-160.
- В 1949 года совместно с С. Г. Мадоян создал первый в СССР действующий макет транзистора.
- С 1953 года начальник лаборатории НИИ «Пульсар», разработавшей первые в СССР полупроводниковые приборы, в том числе плоскостной германиевый транзистор (1953).
- В 1990-е и до 2003 года — главный научный сотрудник ГУП "Научно-производственное предприятие «Пульсар»".

Кандидат технических наук (1947). Доктор технических наук, профессор.
Умер 7 июня 2003 года.

## Публикации
В «Вестнике информации» издательства «Советское радио» № 21 за 15 ноября 1948 г. опубликовал первую в СССР статью о транзисторах под названием "Кристаллический триод".

## Награды и премии
- заслуженный деятель науки РФ (1999).
- Сталинская премия третьей степени (1950) — за разработку и внедрение в серийное производство новой радиоаппаратуры
- Ленинская премия.
- орден Ленина
- медали
- Почётный радист (1946).